# Executive Order 14067
Die Executive Order 14067 ist eine Durchführungsverordnung des US-Präsidenten Joe Biden, die am 9. März 2022 erlassen wurde, um die Entwicklung digitaler Vermögenswerte einer Regulation zu unterwerfen.
Die Durchführungsverordnung zielt darauf ab, einen Strategieplan für digitale Vermögenswerte zu entwickeln und die Bemühungen der Bundesregulierungsbehörden hierfür zu organisieren. Die Verordnung umreißt fünf Hauptziele:
- Verbraucher- und Anlegerschutz,
- Währungsstabilität,
- Verringerung finanzieller und nationaler Sicherheitsrisiken,
- wirtschaftliche Wettbewerbsfähigkeit und
- verantwortungsvolle Innovation.

Es fordert dazu auf, dass mehr Arbeit in die Entwicklung einer digitalen Währung der Zentralbank der Vereinigten Staaten investiert wird.
Unternehmen im Bereich digitaler Vermögenswerte werden politische Änderungen in Form von Regulierung und Durchsetzung sehen. Auch sollen Marktteilnehmer mehr regulatorische Klarheit erhalten.
Die Anordnung weist Bundesbehörden an, eine umfassende Bewertung bestehender Richtlinien in Bezug auf digitale Vermögenswerte durchzuführen und Berichte vorzulegen, in denen regulatorische und gesetzliche Reformen empfohlen werden.
Das Dokument ändert nicht die Art und Weise, wie digitale Assets sofort geregelt werden; sie markiert aber den Beginn eines Prozesses zur Entwicklung eines Regulierungsrahmens, der alle Elemente digitaler Vermögenswerte anspricht. Es zeigt die Anerkennung der Vereinigten Staaten für die Bedeutung digitaler Vermögenswerte und der Blockchain-Technologie im Finanzsystem sowie ihre Absicht, durch verantwortungsbewusste Zahlungsinnovationen und die Entwicklung digitaler Assets eine führende Position im globalen Finanzsystem zu erhalten.